# 工部
工部（こうぶ）は、漢字を部首により分類したグループの一つ。
康熙字典214部首では48番目に置かれる（3画の19番目）。

## 概要
「工」の字は曲尺や定規に象ったとされる。
偏旁の意符としては工作や工具に関することを示す。
工部はこのような意符を構成要素とする漢字および「工」を筆画に持つ漢字を収める。
片仮名の「エ」は「工」に似ているが、片仮名の「エ」は「工」を構成要素に持つ「江」という漢字から造られたためである（ただし「江」は水部に属する）。

## 部首の通称
- 日本：こう・たくみ・たくみへん・え
- 韓国：장인공부（jang'in gong bu、匠人の工部）
- 英米：Radical work

## 部首字
工
- 広韻 - 古紅切
- 詩韻 - 東韻、平声
- 三十六字母 - 見母
- 日本語 - 音：コウ（漢音）・ク（呉音） 訓：たくみ
- 中国語 - ピンイン：gōng 注音：ㄍㄨㄥ ウェード式：kung 1
- 朝鮮語 - 訓音：장인（jang'in、たくみ）・만들（mandeul、作る） 공(gong)

## 例字
- 工・巧・巨（巨）・左・差
- 巫